# Eremobelba longisetosa
Eremobelba longisetosa är en kvalsterart som beskrevs av Subías, Ruiz och Kahwash 1990. Eremobelba longisetosa ingår i släktet Eremobelba och familjen Eremobelbidae. Inga underarter finns listade i Catalogue of Life.